# Chicle
Chicle ([ˈtʃɪkəl]?) er et plantegummi, der traditionelt anvendes til at lave tyggegummi og andre produkter. Det indsamles fra flere arter mesoamerikanske træer af slægten Manilkara, heriblandt M. zapota, M. chicle, M. staminodella og M. bidentata.